# JVK sport
JVK sport s.r.o. (do 13. března 2019 ALEA sportswear spol. s r.o.) je česká firma se sídlem v Písku, vyrábějící sportovní oblečení a vybavení.[zdroj?] Od 12. října 2021 je společnost v konkursu.
Od roku 2003 je držitelem certifikátu kvality podle normy ČSN EN ISO 9001:2001.[zdroj?]

## Historie
Firma byla založena v roce 1989 a vyráběla především sportovní oblečení pro rekreační využití. V roce 1991 byla společnost zprivatizována a změnila název na Věra Kropáčková – ALEA. Postupným zvyšováním kvality se začala dostávat i do špičkových klubů a k jednotlivcům. V roce 1999 se společnost transformovala na ALEA sportswear spol. s r.o. a přesunula so do nového reprezentativního sídla, budovy bývalé sodovkárny, kterou firma po koupi rekonstruovala.[zdroj?]
30. října 2020 bylo se společností zahájeno insolvenční řízení, 10. června 2021 bylo rozhodnuto o úpadku a 12. října 2021 bylo rozhodnuto o prohlášení konkursu na majetek firmy.

## Sportovci a kluby v ALEA

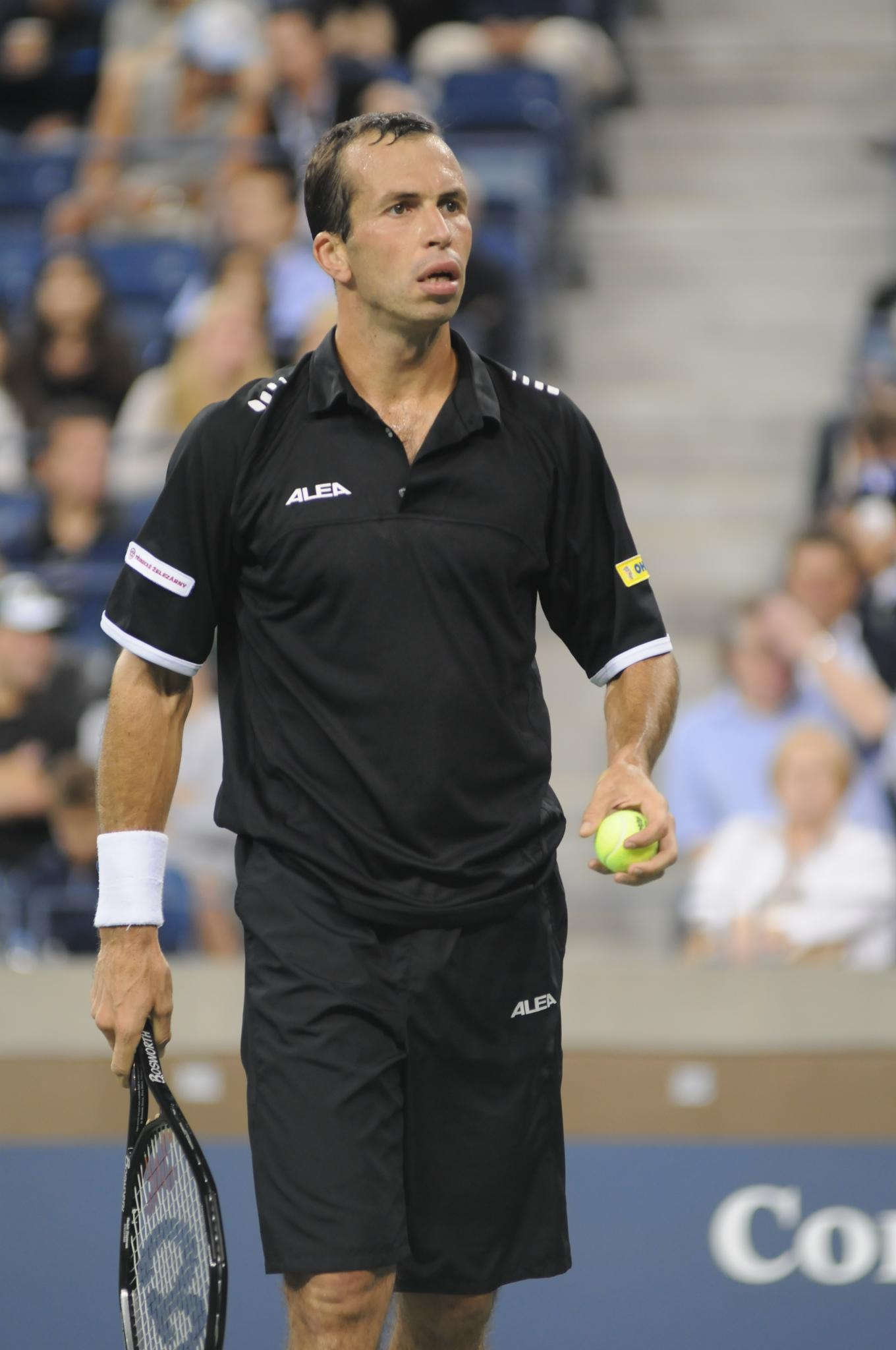
Radek Štěpánek na US Open 2009

Vybavení ALEA nyní, či v minulosti užívali tito sportovci a kluby:
| - Radek Štěpánek - Lucie Hradecká - Tomáš Zíb - Lukáš Dlouhý - Jiří Novák - David Rikl - Leander Paes - Bohdan Ulihrach - Daviscupový tým České republiky - Fedcupový tým České republiky - TJ Sokol Písek - Reprezentace ČR - Česká reprezentace v Bowlingu - Česká curlingová reprezentace - Česká nohejbalová reprezentace |  | - FC Slovan Liberec (mistr ligy 2001/02) - FC Baník Ostrava (mistr ligy 2003/04) - SK Kladno - SK Dynamo České Budějovice - FK Ústí nad Labem - Reprezentace ČR - AERO Odolena Voda - VK KP Brno - VK AGEL Prostějov - VK Senica - SKV Ústí nad Labem |  | - HC Olomouc - HC Plzeň - HC České Budějovice - HC Slavia Praha - Česká hokejová reprezentace - Gambrinus SIKA Brno - USK Praha (ženy) - BK Prostějov - BK Děčín - BK Sadská - Basket Slovanka Tábor |